# Barima-Waini
Barima-Waini (regio 1) is een van de tien regio's van Guyana. De hoofdstad is Mabaruma.

## Demografie
Volgens de volkstelling van 2012 telt de regio Barima-Waini zo'n 26.941 inwoners, een stijging vergeleken met de volkstelling van 2002.
| Volkstellingsjaar | 1980   | 1991   | 2002   | 2012   |
| ----------------- | ------ | ------ | ------ | ------ |
| Inwoners          | 18.320 | 18.431 | 24.275 | 26.941 |

De meerderheid van de bevolking bestaat uit inheemsen (65%), gevolgd door mensen van gemengde afkomst (31%).

## Plaatsen
- Jonestown (onbewoond)
- Mabaruma, hoofdplaats
- Matthews Ridge
- Port Kaituma
- Santa Rosa
- Whitewater

## Natuurgebieden
- Shell Beach

## Gemeenten
Barima-Waini was in 2022 onderverdeeld in de volgende gemeenten:
1. Mabaruma / Kumaka / Hosororo
2. Barima / Amakura
3. Waini
4. Matthews Ridge / Arakaka (Matakai) / Port Kaituma
5. Rest van Regio 1

## Galerij

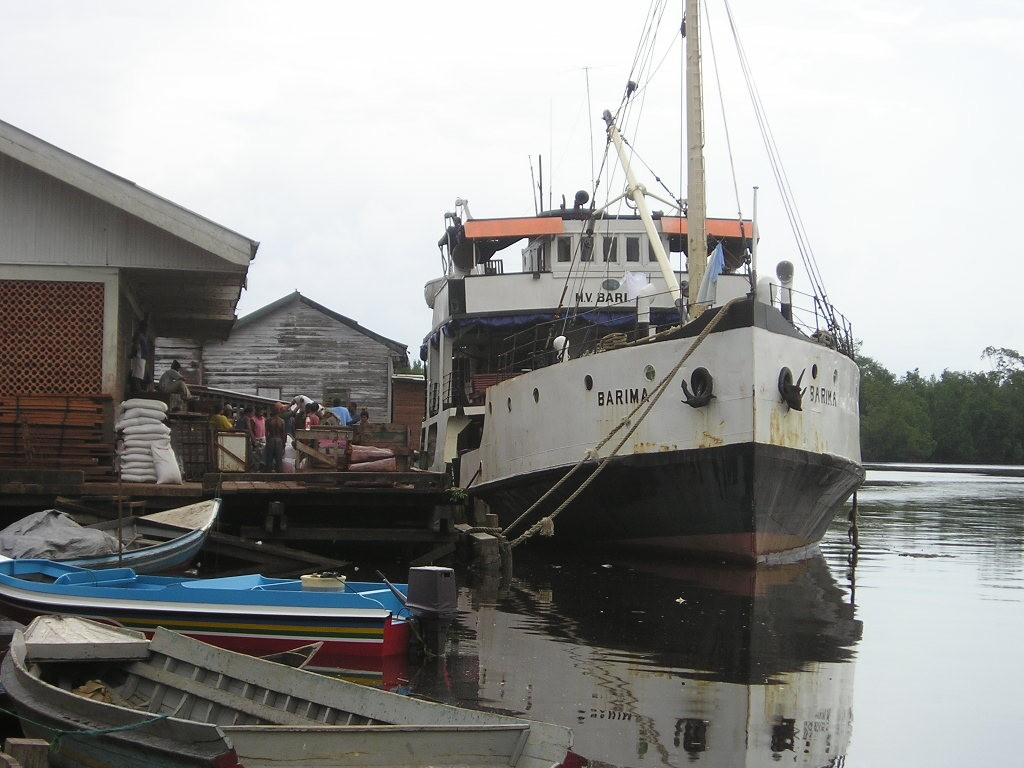
Boot in de haven van Mabaruma
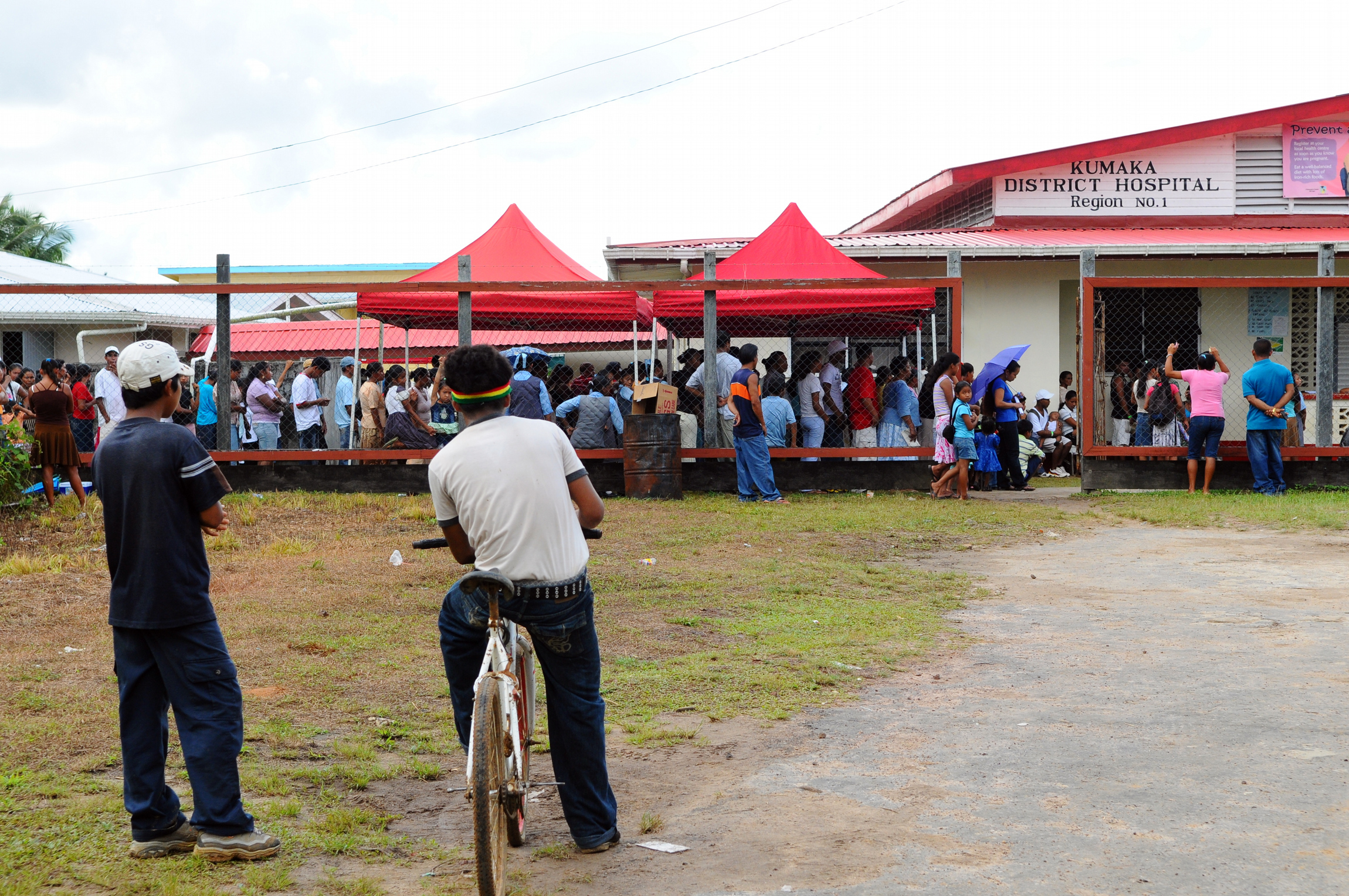
Ziekenhuis van Santa Rosa
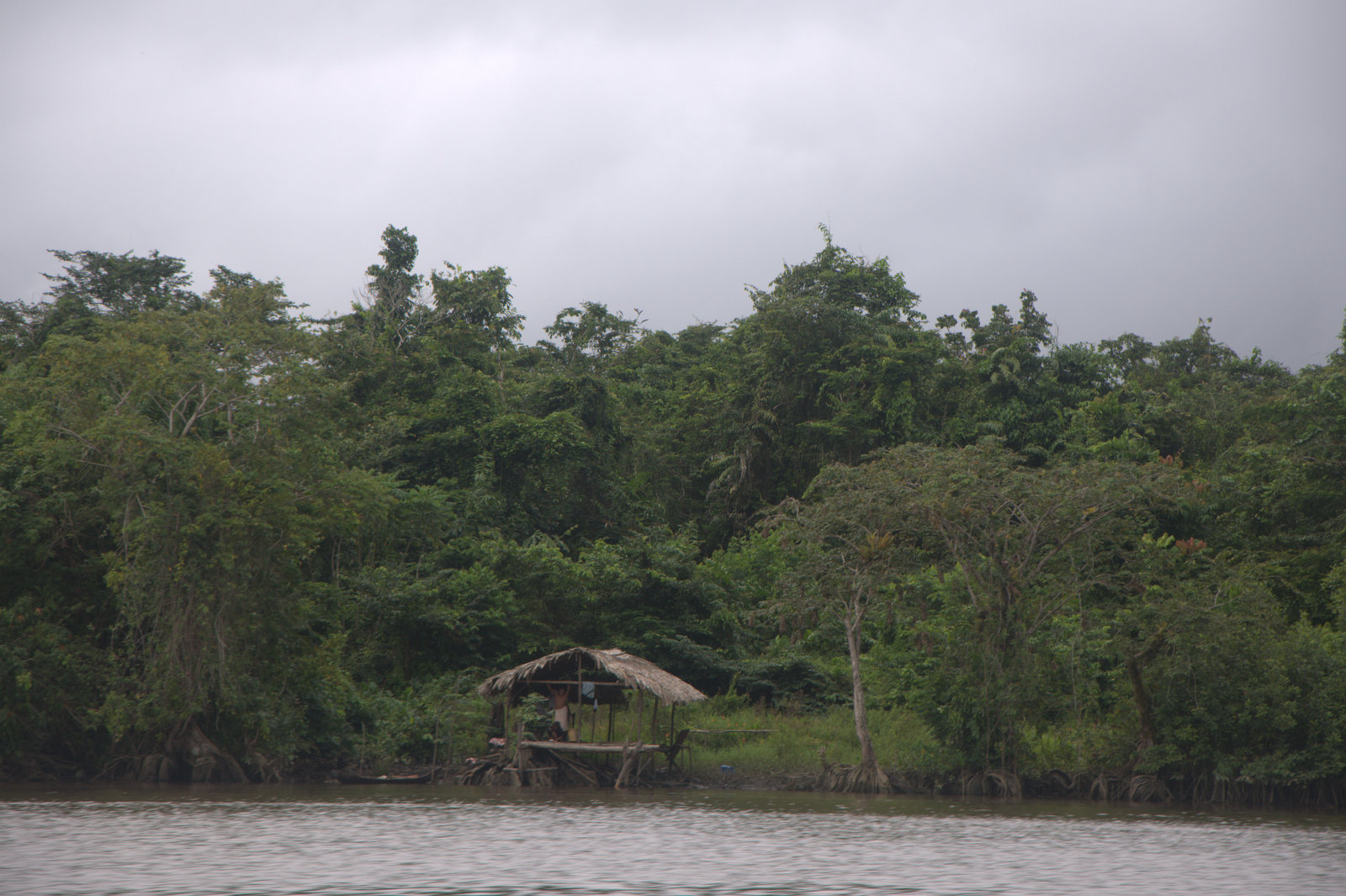
Hutje aan de Winirivier
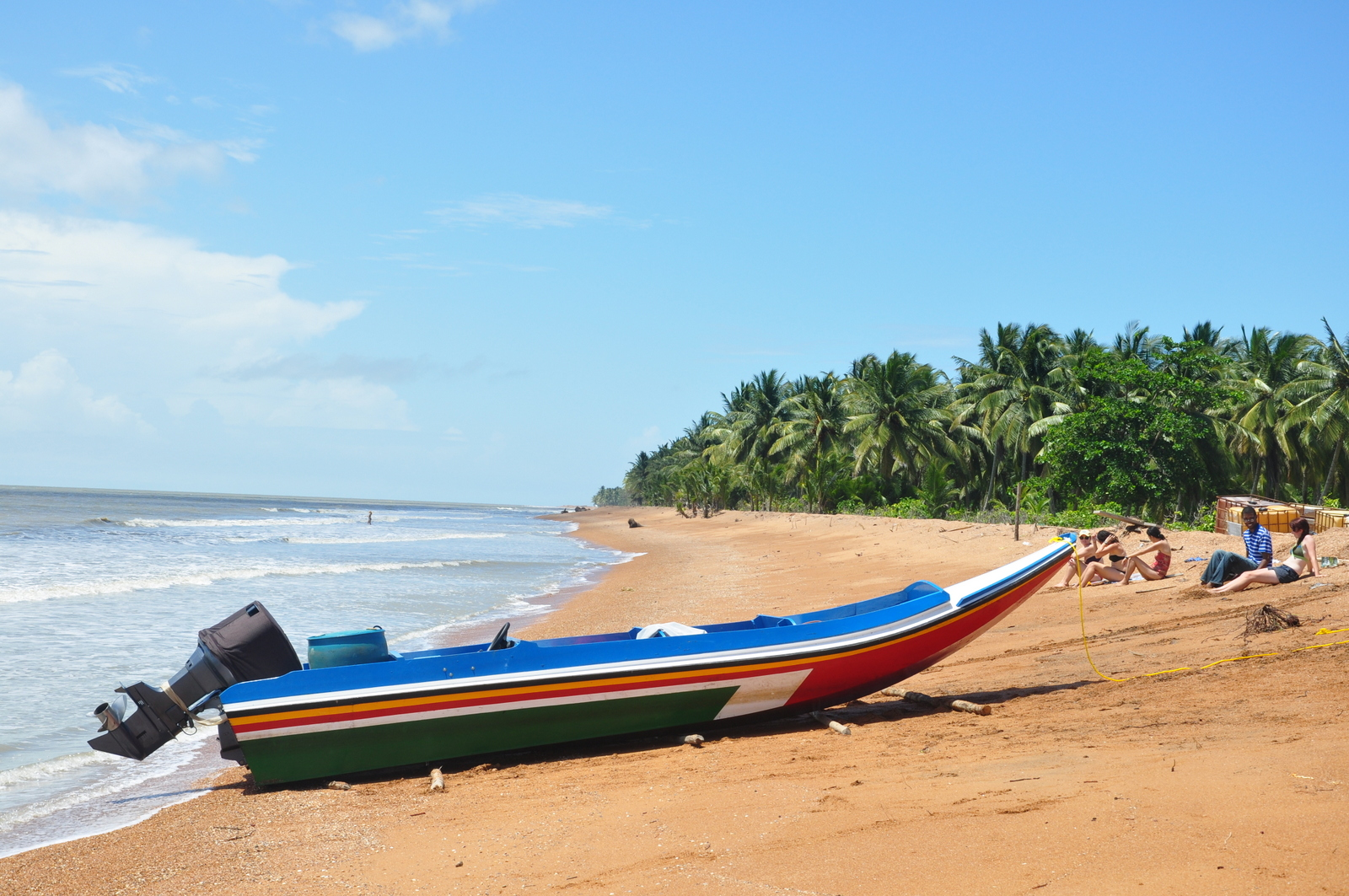
Touristen op het strand van Shell Beach

Barima-Waini · Pomeroon-Supenaam · Essequibo Islands-West Demerara · Demerara-Mahaica · Mahaica-Berbice · East Berbice-Corentyne · Cuyuni-Mazaruni · Potaro-Siparuni · Upper Takutu-Upper Essequibo · Upper Demerara-Berbice
Jonestown* · Mabaruma · Matthews Ridge · Port Kaituma · Santa Rosa · Whitewater